# Coppa del mondo di ciclismo su strada 1992
La Coppa del mondo di ciclismo su strada 1992 fu la quarta edizione della competizione internazionale della Unione Ciclistica Internazionale. Composta da dodici eventi, si tenne tra il 21 marzo ed il 24 ottobre 1992. Venne vinta dal tedesco della Panasonic Olaf Ludwig.
A differenza dell'edizione precedente, il Grand Prix des Amériques cambiò nome in Grand Prix Téléglobe, venne inserito il Grand Prix des Nations al posto dell'ultima gara a cronometro ed eliminata dal calendario il Grand Prix de la Libération, cronometro a squadre.

## Calendario
| Data       | Evento                           | Vincitore               | Squadra                | Leader della Cl. mondiale |
| ---------- | -------------------------------- | ----------------------- | ---------------------- | ------------------------- |
| 21 marzo   | Milano-Sanremo (1992)            | Sean Kelly              | Festina-Lotus          |                           |
| 5 aprile   | Giro delle Fiandre (1992)        | Jacky Durand            | Castorama              |                           |
| 12 aprile  | Paris-Roubaix (1992)             | Gilbert Duclos-Lassalle | Z                      |                           |
| 19 aprile  | Liegi-Bastogne-Liegi (1992)      | Dirk De Wolf            | Gatorade-Chateau d'Ax  |                           |
| 25 aprile  | Amstel Gold Race (1992)          | Olaf Ludwig             | Panasonic-Sportlife    |                           |
| 8 agosto   | Classica di San Sebastián (1992) | Raúl Alcalá             | PDM-Concorde           |                           |
| 16 agosto  | Wincanton Classic (1992)         | Massimo Ghirotto        | Carrera Jeans-Vagabond |                           |
| 23 agosto  | Meisterschaft von Zürich (1992)  | Vjačeslav Ekimov        | Panasonic-Sportlife    |                           |
| 4 ottobre  | Grand Prix Téléglobe (1992)      | Federico Echave         | CLAS-Cajastur          |                           |
| 11 ottobre | Paris-Tours (1992)               | Hendrik Redant          | Lotto-Mavic-MBK        |                           |
| 17 ottobre | Giro di Lombardia (1992)         | Tony Rominger           | CLAS-Cajastur          |                           |
| 26 ottobre | Grand Prix des Nations (1992)    | Johan Bruyneel          | ONCE                   |                           |

## Classifiche
| Pos. | Corridore               | Squadra       | Punti |
| ---- | ----------------------- | ------------- | ----- |
| 1    | Olaf Ludwig             | Panasonic     | 144   |
| 2    | Tony Rominger           | CLAS-Cajastur | 118   |
| 3    | Davide Cassani          | Ariostea      | 108   |
| 4    | Raúl Alcalá             | PDM-Concorde  | 92    |
| 5    | Laurent Jalabert        | ONCE          | 91    |
| 6    | Vjačeslav Ekimov        | Panasonic     | 90    |
| 7    | Claudio Chiappucci      | Carrera Jeans | 90    |
| 8    | Johan Museeuw           | Lotto         | 74    |
| 9    | Jacky Durand            | Castorama     | 66    |
| 10   | Gilbert Duclos-Lassalle | Z             | 64    |

| Pos. | Squadra               | Punti |
| ---- | --------------------- | ----- |
| 1    | Panasonic-Sportlife   | 68    |
| 2    | Buckler-Colnago-Decca | 67    |
| 3    | Ariostea              | 61    |
| 4    | Tulip Computers       | 57    |
| 5    | PDM-Concorde          | 46    |